# Leptolalax isos
Espèce
Leptolalax isos est une espèce d'amphibiens de la famille des Megophryidae.

## Répartition
Cette espèce repérée pour la première fois en 2006 se rencontre au Viêt Nam et au Cambodge entre 650 et 1 100 m d'altitude sur le Plateau Kon Tum.

## Description
Les mâles mesurent de 23,7 à 27,9 mm et les femelles de 28,6 à 31,5 mm. Cette grenouille a aussi les yeux Orange.

## Publication originale
- Rowley, Stuart, Neang, Hoang, Dau, Nguyen & Emmett, 2015 : A new species of Leptolalax (Anura: Megophryidae) from Vietnam and Cambodia. Zootaxa, no 4039(3), p. 401–417.